# HD 217831
HD 217831，又名CP-69 3301，SAO 255395、HR 8769，是一颗恒星，视星等为5.52，位于銀經316.28，銀緯-45.45，其B1900.0坐标为赤經22h 58m 15.8s，赤緯-69° -45.45′ 39″。